# Tegalmlati
Tegalmlati is een bestuurslaag in het regentschap Pemalang van de provincie Midden-Java, Indonesië. Tegalmlati telt 6321 inwoners (volkstelling 2010).